# ポルフィリオ・ディアス
ホセ・デ・ラ・クルス・ポルフィリオ・ディアス・モリ（José de la Cruz Porfirio Díaz Mori, 1830年9月15日 - 1915年7月2日）は、メキシコの政治家、軍人。第29代大統領。長期間、大統領だった独裁者である。近代化を成功させたが特権階級のみ優遇したためメキシコ革命が勃発、失脚した。

## 概要
大統領になる前は、彼はメキシコ出兵への参加を輝かせた傑出した軍人であった。 彼はプエブラの戦い、ミアワトランの戦い、カルボネラの戦いで戦った。1863年10月15日、ベニート・フアレスは師団長に任命され、同じ月の28日に彼は4つの州（ベラクルス、プエブラ、オアハカ、トラスカラ）の軍事指揮を与えられた。ディアスはオアハカでの軍事行動を強調し、フランスに対してゲリラ部隊を組織。1867年4月2日、ディアスはプエブラを占領し、その年の6月15日に共和党軍のためにメキシコシティを解放した。
彼は2度連邦政府に対して武器をとった。1回目はラ・ノリア計画でベニート・フアレスに対して、その後はトゥステペック計画を策定してセバスティアン・レルド・デ・テハダに対して行った。 トゥステペック計画の勝利後、ディアスは1876年11月28日から1876年12月6日まで暫定的に大統領に就任し、2回目は1877年2月17日から1877年5月5日まで就任。彼は憲法を行使して1884年12月1日から1911年5月25日まで途切れることなく大統領の職を務めた。
ディアスは生涯に渡り実証主義的な進歩を確信している擁護者であった。彼の任務の主な特徴の一つは、メキシコにおける鉄道の拡大、海外投資の成長、メキシコ経済における資本主義の発展である。

## 生涯
ディアスはメキシコのオアハカで生まれた。彼はミステク・インディオとスペイン人のメスティーソだった。父親は鍛冶屋で、母親は小さな宿屋を営んでいた。
彼は家計を助けるため靴作りを学んだ。法律学校で学んでいる間米墨戦争が始まり、彼は軍に入隊したが実戦には参加しなかった。1854年のアントニオ・ロペス・デ・サンタ・アナ大統領に対する反乱に加わったディアスは1855年、ナヤリット州イストランの町長に就任する。フランスのメキシコ出兵に於いて彼は陸軍士官として数々の戦いで重要な勝利を勝ち取った。彼は1862年のプエブラの戦いで騎兵隊を指揮した。
1863年6月にはフランス軍がメキシコシティを占領、臨時政府を樹立するが、ディアスはメキシコ南部で抵抗活動を続けた。フランスは1866年にアメリカ合衆国の圧力によりメキシコを撤退、ディアスの軍は同年10月に蜂起しオアハカを占領した。1867年の大統領選挙でディアスはベニート・フアレス大統領と争うが敗北、軍を退役する。1871年6月の選挙にも再び立憲党候補として出馬するが敗北、8月には武装反乱を起こすが失敗し逮捕される。1872年にフアレスが死去、恩赦で釈放されアメリカに亡命する。
1876年7月の大統領選挙に三度出馬するがセバスティアン・レルド・デ・テハーダ大統領に敗北。またも武装蜂起（Revolución de Tuxtepec）を行い、今回の蜂起は成功し、テハーダはアメリカに亡命、ディアスは1876年11月29日に自身を大統領に任命した。彼は三度目の大統領選では「大統領の再選禁止」をスローガンに掲げ運動を行い、大統領就任後は一期を務めた後腹心のマヌエル・ゴンサレスを大統領とし自らは最高裁長官に就任した。ゴンザレスの任期は腐敗と汚職が横行し、彼の任期が終わるとディアスは再び大統領に就任、以前掲げた「大統領の再選禁止」を反故にしたがその再任は歓迎された。当時のメキシコの地下政治新聞は「投票は有効、再選は無し」 (Sufragio Efectivo, No Reelección) というスローガンをもじり「有効な投票は無し、再選」 (Sufragio Efectivo No, Reelection) と皮肉った。
1887年には憲法を改正し、無期限の大統領再選を可能とした。彼は投票を操作し権力を維持した。また、政敵への暴力や暗殺も行ったが少数であった。彼は巧妙な政治家であり、人々を自らの利益に操作する方法を熟知していた。
1899年にディアスはベルナルド・レジェス将軍からのある小さな反対に直面した。レジェスの試みは失敗し、ディアスは彼の辞職を強要、追放した。
ディアスはメキシコを近代国家にするための計画に取り組んだ。彼のアドバイザー達は「科学的な」近代化計画を採用し「シエンティフェコス」cientificos と呼ばれた。計画には鉄道網と電信網の整備、ベラクルスとメキシコシティ間の最初の鉄道の建設が含まれていた。彼の統治下、メキシコ国内の線路の総延長は10倍に増加した。これらの線路は現在もそのまま使用されている。彼は産業に蒸気機関と新技術を導入し、国外からの投資を歓迎した。またメキシコシティへの工場の建設を促進した。これらの政策は都市の無産階級の増加と外国(主にアメリカ)資本の流入に帰着した。
アメリカ資本の成長の影響は、アメリカによって多くの土地を失ったメキシコにとって問題であった。ディアスの近代化プログラムは、メキシコ全土に広がるアシエンダの所有者と対立した。これらの裕福な農場主は既存の制度の維持を望み、近代化はアメリカ資本との争いを意味したためディアスの資本主義経済化に反対した。ディアスは国の近代化を望んだがアシエンダの存在には反対せず、その統治下に於いては農場主達を支援した。彼は自らのシンパを知事に任命し、農場主達が不法にハシエンダを拡張することを認めた（農民のほとんどは、自分たちの土地を失い大農園の農業労働者と化した）。また、フアレス大統領の時代に設立された地方警察 rurales を使い農民を弾圧した。
こうして彼の時代にメキシコは大規模に外資が導入され、鉄道、港湾、通信網などのインフラ整備・新たな銀行の設立・商業の活発化・工業や農牧業が拡大し、経済発展を遂げた。ジョージ・ピーボディやユージン・メイヤーが銅山を所有し、en:J. & W. Seligman & Co.は電力電灯会社を経営した。だが、無原則な外資導入により鉄道、石油石炭、鉱山など主要産業は全て外国資本の配下に置かれ、経済発展の恩恵に浴したのは一部の特権階級だけで、労働者や農民は逆に貧しくなっていった。そこへアメリカの1907年恐慌がメキシコに影響し、社会にはディアスへの不満が高まっていく。
1910年の大統領選にはフランシスコ・マデロが反ディアス勢力を結集し立候補するが、選挙の直前にマデロは反乱煽動の罪で逮捕、収監される。6月の選挙では獄中のマデロに対する投票はわずか196票であった。9月にディアスは大統領就任、10月にマデロが恩赦で釈放されアメリカに亡命し、選挙結果は不正があったとして武装蜂起を呼びかけた。11月になると各地で蜂起が起こり、その流れはメキシコ革命となった。翌年の5月25日にディアスは大統領を辞任、ベラクルスを経由してフランスに亡命した。
ディアスは1915年にパリで追放の身のまま死去した。彼はモンパルナス墓地に埋葬されている。
ディアスの長期独裁を教訓とし、1917年に制定されたメキシコ憲法第83条では大統領の再選が禁止された。

## エピソード
- 1888年にワシントンD.C.においてメキシコと日本が対等の条件の修好通商条約を締結（日墨修好通商条約）。当時の外務大臣榎本武揚は、メキシコ移民団を組織したが最終的に失敗した。
- 生前は欧米社会からは高く評価され亡命してからも変わらなかった。メキシコでは革命以後、否定的にみられていたが近代化を成し遂げたことで現在では再評価されている。
- 筑波大学には、ディアス自身の蔵書や、関連文献の一部からなるコレクション「元メキシコ大統領ポルフィリオ・ディアス文庫」がある。